# طواف هيرالد صن 2017
طواف هيرالد صن 2017 (بالإنجليزية: 2017 Herald Sun Tour)‏ هو سباق دراجات هوائية، وهو الموسم رقم 64 من السباق، وأقيم خلال الفترة 1 فبراير 2017، وحتى 5 فبراير 2017، وامتدّ لمسافة 624.2 كيلومتر، وهو أحد سباقات طواف أوقيانوسيا للدراجات 2017، وهو من نوع سباق المرحلة، وقد شارك في السباق 104 متسابقاً ووصل إلى نهايته 96 متسابقاً.
فاز فيه بالمركز الأول داميان هاوسون، وبالمركز الثاني جاي هيندلي، وبالمركز الثالث كيني إليسوند، والفائز حسب ترتيب السرعة Jacob Kauffmann ‏، والفائز حسب ترتيب النقاط للشباب جاي هيندلي، والفائز حسب ترتيب التسلق بن هيل، والفريق الفائز في ترتيب الفرق موسم فريق سكاي 2017.

## الفرق
| فرق عالمية (2)- سكاي - Orica-Scott فرق قارية محترفة (4)- رومبوت تشارلز ‏ - غازبروم روسفيلو ‏ - UnitedHealthcare Pro Cycling (men's team) ‏ - أكوا بلو سبورت 2017 ‏ فرق قارية (7)- JLT–Condor ‏ - Roadbike Philippines ‏ - Attaque Team Gusto ‏ - Bennelong SwissWellness Cycling Team p/b Cervelo ‏ - فريق دراباك كانونديل للتنمية الشاملة ‏ - NSW Institute of Sport (cycling team) ‏ - St George Continental Cycling Team ‏ فرق وطنية (2)- فريق أستراليا لركوب الدراجات للرجال 2017‏ - فريق نيوزيلندا لركوب الدراجات 2017‏ |  |
| |  |

## المراحل
| قائمة المراحل | قائمة المراحل | قائمة المراحل               | قائمة المراحل | قائمة المراحل | قائمة المراحل   | قائمة المراحل  |
| المرحلة       | التاريخ       | الدورة                      |               | المسافة (كم)  | الفائز بالمرحلة | القائد العام   |
| ------------- | ------------- | --------------------------- | ------------- | ------------- | --------------- | -------------- |
| المقدمة       | 1 فبراير      | ملبورن – ملبورن             | ضد الساعة     | 2٫1           | داني فان بوبيل  | داني فان بوبيل |
| مرحلة 1       | 2 فبراير      | وانجارتا – Falls Creek ‏     | مرحلة جبلية   | 169٫9         | داميان هاوسون   | داميان هاوسون  |
| مرحلة 2       | 3 فبراير      | Mount Beauty ‏ – Beechworth ‏ | مرحلة مستوية  | 165٫6         | لوقا رو         | داميان هاوسون  |
| مرحلة 3       | 4 فبراير      | Benalla ‏ – Nagambie ‏        | مرحلة جبلية   | 165٫6         | ترافيس ماكابي   | داميان هاوسون  |
| مرحلة 4       | 5 فبراير      | Kinglake ‏ – Kinglake ‏       | مرحلة جبلية   | 121           | إيان ستانارد    | داميان هاوسون  |

## النتيجة
=== مرحلة 0 === أجريت في 1 فبراير 2017، وامتدّت لمسافة 2.1 كيلومتر فاز بالمرحلة داني فان بوبل، ومتصدر الترتيب العام في نهاية المرحلة داني فان بوبل.
| التصنيف العام         | التصنيف العام   | التصنيف العام    | التصنيف العام                 | التصنيف العام |
| العداء                | العداء          | البلد            | الفريق                        | الوقت         |
| --------------------- | --------------- | ---------------- | ----------------------------- | ------------- |
| 1                     | داني فان بوبيل  | هولندا           | سكاي                          | 2 دقيقة 32 ث  |
| 2                     | برينتون جونز    | أستراليا         | JLT Condor                    | + 1 ث         |
| 3                     | اليكس فريم      | نيوزيلندا        | JLT Condor                    | + 1 ث         |
| 4                     | مايكل هيبورن    | أستراليا         | أوريكا سكوت                   | + 2 ث         |
| 5                     | لي هوارد        | أستراليا         | Aqua Blue Sport               | + 3 ث         |
| 6                     | أنتوني جياكوبو ‏ | أستراليا         | IsoWhey Sports-Swiss Wellness | + 3 ث         |
| 7                     | Jesse Kerrison ‏ | أستراليا         | IsoWhey Sports-Swiss Wellness | + 3 ث         |
| 8                     | يان بيبي        | المملكة المتحدة  | JLT Condor                    | + 4 ث         |
| 9                     | ترافيس ماكابي   | الولايات المتحدة | UnitedHealthcare              | + 4 ث         |
| 10                    | كاميرون بايلي   | أستراليا         | IsoWhey Sports-Swiss Wellness | + 4 ث         |
| مصدر: ProCyclingStats |                 |                  |                               |               |

### مرحلة 1
هي مرحلة جبلية، أجريت في 2 فبراير 2017، وامتدّت لمسافة 169.9 كيلومتر فاز بالمرحلة داميان هاوسون، ومتصدر الترتيب العام في نهاية المرحلة داميان هاوسون.
| التصنيف العام         | التصنيف العام  | التصنيف العام   | التصنيف العام                 | التصنيف العام     |
| العداء                | العداء         | البلد           | الفريق                        | الوقت             |
| --------------------- | -------------- | --------------- | ----------------------------- | ----------------- |
| 1                     | داميان هاوسون  | أستراليا        | أوريكا سكوت                   | 4 س 36 دقيقة 32 ث |
| 2                     | جاي هيندلي     | أستراليا        | أستراليا                      | + 38 ث            |
| 3                     | كيني إليسوند   | فرنسا           | سكاي                          | + 53 ث            |
| 4                     | مايكل ستورر    | أستراليا        | أستراليا                      | + 1 دقيقة 10 ث    |
| 5                     | كريس فروم      | المملكة المتحدة | سكاي                          | + 1 دقيقة 12 ث    |
| 6                     | كاميرون ماير   | أستراليا        | أستراليا                      | + 1 دقيقة 13 ث    |
| 7                     | لوكاس هاميلتون | أستراليا        | أستراليا                      | + 1 دقيقة 13 ث    |
| 8                     | ناثان ايرل     | أستراليا        | أستراليا                      | + 1 دقيقة 15 ث    |
| 9                     | استيبان تشافيس | كولومبيا        | أوريكا سكوت                   | + 1 دقيقة 15 ث    |
| 10                    | Tim Roe ‏       | أستراليا        | IsoWhey Sports-Swiss Wellness | + 1 دقيقة 17 ث    |
| مصدر: ProCyclingStats |                |                 |                               |                   |

### مرحلة 2
هي مرحلة مسطحة، أجريت في 3 فبراير 2017، وامتدّت لمسافة 165.6 كيلومتر فاز بالمرحلة لوقا رو، ومتصدر الترتيب العام في نهاية المرحلة داميان هاوسون.
| التصنيف العام         | التصنيف العام  | التصنيف العام   | التصنيف العام                 | التصنيف العام     |
| العداء                | العداء         | البلد           | الفريق                        | الوقت             |
| --------------------- | -------------- | --------------- | ----------------------------- | ----------------- |
| 1                     | داميان هاوسون  | أستراليا        | أوريكا سكوت                   | 8 س 46 دقيقة 12 ث |
| 2                     | جاي هيندلي     | أستراليا        | أستراليا                      | + 38 ث            |
| 3                     | كيني إليسوند   | فرنسا           | سكاي                          | + 53 ث            |
| 4                     | كاميرون ماير   | أستراليا        | أستراليا                      | + 1 دقيقة 08 ث    |
| 5                     | مايكل ستورر    | أستراليا        | أستراليا                      | + 1 دقيقة 10 ث    |
| 6                     | كريس فروم      | المملكة المتحدة | سكاي                          | + 1 دقيقة 12 ث    |
| 7                     | لوكاس هاميلتون | أستراليا        | أستراليا                      | + 1 دقيقة 13 ث    |
| 8                     | ناثان ايرل     | أستراليا        | أستراليا                      | + 1 دقيقة 15 ث    |
| 9                     | استيبان تشافيس | كولومبيا        | أوريكا سكوت                   | + 1 دقيقة 15 ث    |
| 10                    | Tim Roe ‏       | أستراليا        | IsoWhey Sports-Swiss Wellness | + 1 دقيقة 17 ث    |
| مصدر: ProCyclingStats |                |                 |                               |                   |

### مرحلة 3
هي مرحلة جبلية، أجريت في 4 فبراير 2017، وامتدّت لمسافة 165.6 كيلومتر فاز بالمرحلة ترافيس ماكابي، ومتصدر الترتيب العام في نهاية المرحلة داميان هاوسون.
| التصنيف العام         | التصنيف العام  | التصنيف العام   | التصنيف العام                 | التصنيف العام      |
| العداء                | العداء         | البلد           | الفريق                        | الوقت              |
| --------------------- | -------------- | --------------- | ----------------------------- | ------------------ |
| 1                     | داميان هاوسون  | أستراليا        | أوريكا سكوت                   | 12 س 32 دقيقة 12 ث |
| 2                     | جاي هيندلي     | أستراليا        | أستراليا                      | + 38 ث             |
| 3                     | كيني إليسوند   | فرنسا           | سكاي                          | + 53 ث             |
| 4                     | كاميرون ماير   | أستراليا        | أستراليا                      | + 1 دقيقة 08 ث     |
| 5                     | مايكل ستورر    | أستراليا        | أستراليا                      | + 1 دقيقة 10 ث     |
| 6                     | كريس فروم      | المملكة المتحدة | سكاي                          | + 1 دقيقة 12 ث     |
| 7                     | لوكاس هاميلتون | أستراليا        | أستراليا                      | + 1 دقيقة 13 ث     |
| 8                     | ناثان ايرل     | أستراليا        | أستراليا                      | + 1 دقيقة 15 ث     |
| 9                     | استيبان تشافيس | كولومبيا        | أوريكا سكوت                   | + 1 دقيقة 15 ث     |
| 10                    | Tim Roe ‏       | أستراليا        | IsoWhey Sports-Swiss Wellness | + 1 دقيقة 17 ث     |
| مصدر: ProCyclingStats |                |                 |                               |                    |

### مرحلة 4
هي مرحلة جبلية، أجريت في 5 فبراير 2017، وامتدّت لمسافة 121 كيلومتر فاز بالمرحلة إيان ستانارد، والفائز حسب التصنيف العام داميان هاوسون.
| التصنيف العام         | التصنيف العام | التصنيف العام | التصنيف العام | التصنيف العام |
| العداء                | العداء        | البلد         | الفريق        | الوقت         |
| --------------------- | ------------- | ------------- | ------------- | ------------- |
| مصدر: ProCyclingStats |               |               |               |               |

## التصنيف العام النهائي
| التصنيف العام         | التصنيف العام  | التصنيف العام   | التصنيف العام                 | التصنيف العام      |
| الدراج                | الدراج         | البلد           | الفريق                        | الوقت              |
| --------------------- | -------------- | --------------- | ----------------------------- | ------------------ |
| 1.                    | داميان هاوسون  | أستراليا        | أوريكا سكوت                   | 15 س 25 دقيقة 13 ث |
| 2.                    | جاي هيندلي     | أستراليا        | أستراليا                      | + 38 ث             |
| 3.                    | كيني إليسوند   | فرنسا           | سكاي                          | + 53 ث             |
| 4.                    | كاميرون ماير   | أستراليا        | أستراليا                      | + 1 دقيقة 08 ث     |
| 5.                    | مايكل ستورر    | أستراليا        | أستراليا                      | + 1 دقيقة 10 ث     |
| 6.                    | كريس فروم      | المملكة المتحدة | سكاي                          | + 1 دقيقة 12 ث     |
| 7.                    | لوكاس هاميلتون | أستراليا        | أستراليا                      | + 1 دقيقة 13 ث     |
| 8.                    | ناثان ايرل     | أستراليا        | أستراليا                      | + 1 دقيقة 15 ث     |
| 9.                    | استيبان تشافيس | كولومبيا        | أوريكا سكوت                   | + 1 دقيقة 15 ث     |
| 10.                   | Tim Roe ‏       | أستراليا        | IsoWhey Sports-Swiss Wellness | + 1 دقيقة 17 ث     |
| مصدر: ProCyclingStats |                |                 |                               |                    |

## تصنيف الفرق

### الفرق حسب الوقت
| تصنيف الفرق حسب الوقت | تصنيف الفرق حسب الوقت | تصنيف الفرق حسب الوقت | تصنيف الفرق حسب الوقت |
| الفريق                | الفريق                | البلد                 | الوقت                 |
| --------------------- | --------------------- | --------------------- | --------------------- |
| 1.                    | سكاي                  | المملكة المتحدة       | 46 س 17 دقيقة 34 ث    |
| مصدر: ProCyclingStats |                       |                       |                       |

## وصلات خارجية
- الموقع الرسمي
- لمحة عن سباق طواف هيرالد صن 2017 على موقع  ProCyclingStats   (برو  سايكلنج  ستاتس) - إحصاءات  محترفي  الدراجات.
- طواف هيرالد صن 2017 على موقع إحصائيات الدراجات الإحترافية (الإنجليزية)